# Scythris speyeri
Scythris speyeri is een vlinder uit de familie dikkopmotten (Scythrididae). De wetenschappelijke naam is voor het eerst geldig gepubliceerd in 1876 door Heinemann & Wocke.
De soort komt voor in Europa.